# Чешская пастушья собака
Чешская пасту́шья соба́ка, или ходская собака, или богемская овчарка (чеш. chodský pes), — порода собак, выведенная в Чехии. Официально признана Чешским кинологическим объединением (ČMKU) в 1984 году. Чешская пастушья собака — древняя порода. Они охраняли юго-западные границы Чехии (землю вокруг города Домажлице). Алоис Йирасек писал о храбрых восстаниях местных жителей, причем их символом была эта порода. Молодые чешские разведчики носят значки с изображением чешской собаки.

## История
Чешская пастушья собака, возможно, один из предшественников немецкой овчарки. Чешская пастушья собака, как известно, существовала в чешских землях ещё в XIV веке, а в XVI веке её уже профессионально разводили. Современная программа по размножению этой собаки была начата в 1984 году и в настоящее время ей заняты многие заводчики. Приблизительно 3500 зарегистрированных щенков родились с 1984 по 2009 год.
В 2019 году порода признана на предварительной основе Международной кинологической федерацией.

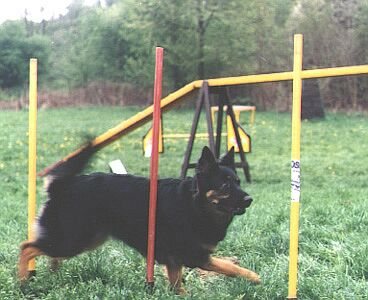
Чешская пастушья собака

## Внешний вид
Чешская овчарка имеет средний размер и длину. Высота в холке кобелей 52—55 см, сук 49—52 см, допускается отклонение в пределах 2 см в обе стороны; вес — 18—25 кг. Длинная густая шерсть с богатым подшёрстком позволяет ей выжить в суровых погодных условиях. Тело компактное и пропорционально; небольшие, заострённые, стоячие уши. Лёгкая и неторопливая походка является одной из характерных особенностей этой породы.

## Характер
Это идеальная собака для тех, кто очень активен, эта порода энергична, не агрессивна, легко обучаема, и отлично ладит с детьми и другими домашними животными. Большая ловкость и острое обоняние делает её очень хорошей спасательной собакой, отличным компаньоном для инвалидов. Эта порода имеет стабильный, спокойный и дружественный характер.